# Dina Eastwood
Dina Marie Eastwood nata Ruiz (Castro Valley, 11 luglio 1965) è una giornalista, conduttrice televisiva e attrice statunitense.

## Biografia
Il 31 marzo 1996 ha sposato il celebre attore e regista Clint Eastwood, acquisendone il cognome. I due hanno avuto una figlia, Morgan Colette Eastwood, nata il 12 dicembre dello stesso anno. Nell'agosto 2013, i due si sono separati.

## Filmografia

### Attrice
- Fino a prova contraria (True Crime), regia di Clint Eastwood (1999)
- Debito di sangue (Blood Work), regia di Clint Eastwood (2002)
- The Forger, regia di Lawrence Roeck (2012)